# Grand Prix de la Libération
O Grande Prêmio da Libertação  (Grand Prix de la Libération )é uma antiga prova de Copa do mundo disputada nos Países Baixos de 1988 a 1991. É o ancestral da corrida ProTour Eindhoven Team Time Trial.

## Palmarés
| Ano  | Vencedor | Segundo | Terceiro |
| ---- | --- | --- | --- |
| 1988 | Superconfex-Kwantum | Roland-Colnago | PDM-Ultima-Concorde |
| 1988 | Gert Jakobs (NED) · Frans Maassen (NED) · Jelle Nijdam (NED) · Toine Poels (NED) · Gerrit Solleveld (NED) · Edwig Van Hooydonck (BEL)                                                         | Ronny Van Holen (BEL) · John van den Akker (NED) · Brian Holm (DNK) · Jesper Skibby (DNK) · Herman Frison (BEL) · John Bogers (NED)                                        | Frank Kersten (NED) · Greg LeMond (USA) · Jörg Müller (SUI) · Stefan Mutter (SUI) · Peter Stevenhaagen (NED) · Gert-Jan Theunisse (NED)                                              |
| 1989 | TVM-Van Schilt | Super U-Raleigh | Histor-Sigma |
| 1989 | Kim Eriksen (DNK) · Eddy Schurer (NED) · Jesper Skibby (DNK) · Martin Schalkers (NED) · Peter Pieters (NED) · Johan Capiot (BEL) · Jean-Philippe Vandenbrande (BEL) · Jacques Hanegraaf (NED) | Yves Bonnamour (FRA) · Claude Seguy (FRA) · Bjarne Riis (DNK) · Pascal Simon (FRA) · Gérard Rué (FRA) · Vincent Barteau (FRA) · Thierry Marie (FRA) · Laurent Fignon (FRA) | Brian Holm (DNK) · Wilfried Peeters (BEL) · Søren Lilholt (DNK) · Paul Haghedooren (BEL) · Rob Harmeling (NED) · Herman Frison (BEL) · Etienne De Wilde (BEL) · Rik Van Slycke (BEL) |
| 1990 | PDM-Ultima-Concorde | ONZE | Buckler-Colnago |
| 1990 | Uwe Ampler (RDA) · Uwe Raab (RDA) · Seán Kelly (IRL) · Gert Jakobs (NED) · Erik Breukink (NED)                                                                                                | Melcior Mauri (ESP) · Herminio Díaz Zabala (ESP) · Johnny Weltz (DNK) · Stephen Hodge (AUS) · Marino Lejarreta (ESP)                                                       | Frans Maassen (NED) · Jelle Nijdam (NED) · Gerrit de Vries (NED) · Eric Vanderaerden (BEL)                                                                                           |
| 1991 | Buckler-Colnago | ONZE | Panasonic-Sportlife |
| 1991 | Edwig Van Hooydonck (BEL) · Jelle Nijdam (NED) · Gerrit de Vries (NED) · Patrick Eyk (NED) · Wilco Zuijderwijk (NED) · Frans Maassen (NED)                                                    | Melcior Mauri (ESP) · Herminio Díaz Zabala (ESP) · Joan Llaneras (ESP) · Johnny Weltz (DNK) · Stephen Hodge (AUS) · Marino Lejarreta (ESP)                                 | Dimitri Zhdanov (RUS) · Olaf Ludwig (GER) · Jacques Hanegraaf (NED) · Rudy Dhaenens (BEL) · Viatcheslav Ekimov (RUS) · Maurizio Fondriest (ITA)                                      |